# Pedrera de la Coma
La Pedrera de la Coma és una antiga explotació d'extracció de pedra per a la construcció del terme municipal de Monistrol de Calders, al Moianès.
Està situada a prop i al nord-oest de la masia de la Coma.
Estigué en explotació poc temps, en una època indefinida, possiblement relacionada amb la construcció de la masia on es troba.